# The Tetrarch
The Tetrarch (1911–1935) est un cheval de course pur-sang, né en Irlande et entraîné en Grande-Bretagne. Invaincu tout au long de sa carrière, qui s'est limitée à une saison, il est considéré comme l'un des meilleurs 2 ans de l'histoire des courses. Il est devenu par la suite un étalon influent.

## Carrière de course
Né à Straffan Station Stud, près d'Ardclough, dans le comté de Kildare en Irlande, The Tetrarch passait pour peu attrayant, si bien que ses éleveurs peinèrent à trouver un acquéreur pour lui, jusqu'à ce que le Major Dermot McCalmont l'achète finalement et le confie à l'entraîneur anglais Atty Persse. Le poulain fait ses débuts en avril à Newmarket, associé à Steve Donoghue, qui sera son unique jockey. Il gagne, et gagnera encore, et ne fera que gagner : sept courses et autant de victoires. Rapidement surnommé « The Spotted Wonder » ("la merveille tachetée") en raison de sa robe gris pommelé, le poulain ne rencontrera jamais de rival à sa hauteur, remportant toutes ses courses par au minimum trois longueurs. Sauf une fois, la seule fois où ses admirateurs ont tremblé : dans les National Breeders' Produce Stakes, un départ quelque peu anarchique (donné à l'élastique, les stalles de départ n'existant pas à l'époque) jette la confusion dans le peloton et The Tetrarch s'élance avec plusieurs longueurs de retard. Qu'il rattrape pour finalement s'imposer. Invaincu, invincible, The Tetrarch met un terme à sa saison en octobre, après sa victoire dans les Champagne Stakes, consécutivement à une blessure. Programmé pour les classiques du printemps suivant, il se blesse à nouveau à l'entraînement et annule sa saison. Ses propriétaires le gardent toute l'année à l'entraînement, espérant un retour l'année suivante, mais en fin d'année se résolvent à annoncer la fin de la carrière de l'étoile filante.  
The Tetrarch fut, à n'en pas douter, l'un des plus prodigieux 2 ans jamais vus en piste. Mais aurait-il fait pour autant un vainqueur classique à 3 ans ? Il y a, dans l'histoire ultérieure des courses, pour quelques fameux contre-exemples (Frankel, par excellence) suffisamment de désillusions offertes par des prodiges à 2 ans qui n'ont pas, ou pas assez, confirmé leur talent l'année suivante (pour ne prendre que quelques exemples récents, Arazi, Celtic Swing ou Pinatubo). The Tetrarch ne s'est jamais essayé sur des distances supérieures à 1 200 mètres. Si son pedigree donne quelques garanties théoriques en matière de tenue et qu'il sera le père de trois lauréats de St Leger, il sera plus tard reconnu comme un étalon transmettrant surtout de la vitesse à sa descendance, à l'image de la célèbre Mumtaz Mahal. Serait-il devenu un sprinter, un miler, un classique ? Le mystère de son aptitude à monter en distance restera entier.  
Enfin, pour spéculer sur le niveau de The Tetrarch (au-delà de sa classe hors du commun, qui ne fait aucun doute), il convient de s'interroger sur la qualité de la génération dont il est issu. En 1914, les trois classiques britanniques (2000 Guinées, Derby, St Leger) ont été remportés par des chevaux différents, qui n'ont guère brillé par ailleurs. Seul Hapsburg a réussi à gagner deux grandes épreuves, les Eclipse Stakes et les Champion Stakes. Et les Anglais se sont faits ravir le Derby par un poulain français, Durbar, qui ne passe pas pour un crack. 
Nonobstant ces spéculations, The Tetrarch, en demeurant invaincu, n'aura jamais dévoilé ses limites. Et, celles-ci demeurant inconnues, on peut dire, en lui accordant le bénéfice du doute, qu'il était un 2 ans d'exception et, potentiellement, un crack tout aussi exceptionnel. Dans leur livre de référence A Century of Champions, John Randall et Tony Morris le consacre d'ailleurs meilleur 2 ans anglaise du 20e siècle devant Tudor Minstrel, son fils Tetratema et My Swallow. Le National Horseracing Museum britannique partage cet avis tandis que le site Thoroughbred Heritage de la National Sporting Library aux États-Unis n'hésite pas à pousser l'éloge jusqu'à faire de lui « probablement le plus grand cheval de course de tous les temps ».  

### Résumé de carrière
| Date        | Hippodrome  | Pays        | Course                        | Distance    | Jockey      | Place       | Écart       | Deuxième        |
| 1958, 2 ans | 1958, 2 ans | 1958, 2 ans | 1958, 2 ans                   | 1958, 2 ans | 1958, 2 ans | 1958, 2 ans | 1958, 2 ans | 1958, 2 ans     |
| ----------- | ----------- | ----------- | ----------------------------- | ----------- | ----------- | ----------- | ----------- | --------------- |
| 17 avril    | Newmarket   | Royaume-Uni | Maiden                        | 1 000 m     | S. Donohue  | 1er / 21    | 4           | Mount William   |
| 3 juin      | Epsom       | Royaume-Uni | Woodcote Stakes               | 1 200 m     | S. Donohue  | 1er / 11    | 3           | ―               |
| 17 juin     | Ascot       | Royaume-Uni | Coventry Stakes               | 1 000 m     | S. Donohue  | 1er / 8     | 10          | Courageous      |
| 19 juillet  | Sandown     | Royaume-Uni | National Breeders Stakes      | 1 000 m     | S. Donohue  | 1er / 9     | enc.        | Calandria       |
| 31 juillet  | Goodwood    | Royaume-Uni | Rous Memorial Stakes          | 1 200 m     | S. Donohue  | 1er / 6     | 6           | Princess Dorrie |
| 2 septembre | Derby       | Royaume-Uni | Champion Breeders Fall Stakes | 1 000 m     | S. Donohue  | 1er / 7     | 4           | Clairvoyante    |
| 9 septembre | Doncaster   | Royaume-Uni | Champagne Stakes              | 1 200 m     | S. Donohue  | 1er / 3     | 3           | Stornoway       |

## Au haras
En 1915, The Tetrarch prend ses quartiers d'étalon à Thomastown Stud dans le comté de Kilkenny, en Irlande, avant d'être envoyé à Ballylinch Stud, le haras de son propriétaire à l'est de Thomastown. Bien qu'en proie à des problèmes d'infertilité – il n'a engendré que 130 poulains – il a transmis sa qualité et durablement influé sur l'élevage. En 1919, il est sacré tête de liste des étalons, en particulier grâce aux performances d'un 2 ans exceptionnel, Tetratema (qui poussa jusqu'au mile l'année suivante et remporta les 2000 Guinées), et de la pouliche Snow Maiden, lauréate des Irish Oaks et troisième du Derby. Deux chevaux qui, chacun dans son registre, illustrait sa capacité à transmettre vitesse et tenue (ainsi que sa célèbre robe grise). Il est aussi le père du champion à 2 ans The Satrap, père de mère d'un autre 2 ans légendaire, Windy City. Son produit le plus célèbre, Mumtaz Mahal, était quant à elle une véritable sprinteuse, passée à la postérité par ses talents de poulinière, elle qui fut l'une des plus grandes reproductrices du 20e siècle. 
The Tetrarch meurt à Ballylinch Stud le 8 août 1935, à 24 ans. Il repose dans le cimetière équin du haras.

## Origines
The Tetrarch est consanguin 4 × 4 avec Speculum, Doncaster et Rouge Rose, ce qui signifie que les deux chevaux apparaissent deux fois dans la quatrième génération de son pedigree.